# HD42574
HD42574 — хімічно пекулярна зоря спектрального класу
A0 й має видиму зоряну величину в смузі V приблизно 8,9.

## Пекулярний хімічний вміст
Зоряна атмосфера HD42574 має підвищений вміст
Si
.